# Малли, Теодор Степанович
Теодор Степанович Малли (англ. Theodore Mally; 1894, Темешвар, Трансильвания, Австро-Венгрия — 20 сентября 1938, Москва) — бывший католический священник, ставший советским разведчиком (майор госбезопасности). Член ВКП(б) с января 1920 года.

## Биография
Учился на философском и богословском факультетах Венского университета.
Был посвящён в сан католического священника до начала Первой мировой войны. С началом войны студентом мобилизован в австро-венгерскую армию. Во время боевых действий в Карпатах был произведён в капелланы. Был ранен, в 1916 году попал в плен.

Я видел все ужасы войны, видел, как умирают в окопах молодые парни с отмороженными конечностями. Меня переводили из лагеря в лагерь, и я голодал наравне со всеми остальными пленными. Нас заедали вши, многие умирали от тифа. Я потерял веру в Бога, и, когда вспыхнула революция, я примкнул к большевикам. Я порвал со своим прошлым. Я не венгр, не священник, не христианин, ни даже чей-то сын. Я был лишь солдатом, пропавшим без вести. Я стал коммунистом и остался им до сих пор.— Теодор Малли
После освобождения из лагеря для военнопленных в 1918 году добровольно вступил в РККА. Участник Гражданской войны в России.
С 1921 года в органах ВЧК-ОГПУ. С 1926 года в центральном аппарате ОГПУ. В 1930-х годах сотрудник иностранного отдела ГУГБ НКВД СССР. Руководитель лондонской нелегальной резидентуры. Наиболее известен совместным с А. Г. Дейчем (входившим в его группу с апреля 1936 года) привлечением к сотрудничеству — вербовкой молодых студентов Кембриджского университета: К. Филби, Г. Бёрджеса, Д. Маклейна и других.
В июле 1937 года был отозван в Москву, жил на ул. Малая Лубянка, д. 5, кв. 111. Арестован 7 марта 1938 года, расстрелян 20 сентября. Захоронен на Коммунарке.
В 1956 году реабилитирован (посмертно).